# Karl von Gemmingen (1861–1953)
Karl Moritz Friedrich von Gemmingen-Guttenberg (* 12. Juni 1861 in Eßlingen; † 19. August 1953 in Boll) war ein württembergischer Kammerherr und wirklicher Staatsrat sowie Ehren-Kommendator des Johanniterordens.

## Leben
Karl von Gemmingen entstammte dem 2. Ast (Bonfeld) der II. Linie (Gemmingen und Guttenberg) der Freiherren von Gemmingen und war der erste Sohn des württembergischen Justizrats und späteren Konsistorialpräsidenten Wilhelm von Gemmingen (1827–1920) und der Eugenie Gräfin von Zeppelin (1836–1911), der Schwester des bekannten Grafen Zeppelin.
Gemmingen absolvierte sein Abitur in Ulm, studierte danach Rechtswissenschaften in Tübingen. Dort war zeitweise Mitglied der Akademischen Gesellschaft Stuttgardia und 1883 einer der Gründer des VDSt Tübingen, den er kurz nach der Jahrhundertwende verließ. Ab 1889 war er im Staatsdienst tätig. Bis 1892 war er am Amtsgericht Öhringen und kam dann zum württembergischen Ministerium für auswärtige Angelegenheiten, wo er Geheimer Legationsrat wurde. 1893 war er Kabinetts-Sekretär bei König Wilhelm II., 1900 stieg er zum Kabinetts-Chef auf, 1906 wurde er zum Staatsrat mit dem Titel Excellenz befördert. Im Ersten Weltkrieg war er Offizier, nach Kriegsende trat er in den Ruhestand.
1938 wurde Karl von Gemmingen als Rechtsritter vom damaligen Kanzler des Johanniterordens, Hans-Henning von Quast, zum Ehrenkommendator des Johanniterordens, nach Zustimmung durch das Ordenskapital, ernannt. Der Eintritt in die Kongregation datiert bereits auf 1892. Viele Jahre war er Mitglied des Konvents der Württembergisch-Badenschen Provinzial-Genossenschaft des Ordens.
Seine Jahre im Ruhestand verlebte er an verschiedenen Orten. Im Zweiten Weltkrieg wurde er in Stuttgart ausgebombt, so dass er über Kirchheim/Teck schließlich nach Bad Boll kam, wo er 1953 hochbetagt starb.

## Familie
Er war in erster Ehe verheiratet mit Hermine von Landbeck (1865–1931) und heiratete ein Jahr nach deren Tod Helene Buchhold (1882–1963). Aus erster Ehe stammen drei Nachkommen:
- Hans Dietrich (1890–1965) ⚭ Gertrud Mundorff (1890–1979, gesch. 1934), Hertha Klein (1905–1988)
- Joachim Eberhard (1893–1967) ⚭ Marianne von Palm (1889–1977, gesch. 1930), Johanne Petershagen (1901–2001)
- Max Wilhelm Karl (1897–1916)